# Daniel Yuste
Daniel Yuste Escolar (Leganés, 17 de noviembre de 1944-Madrid, 26 de marzo de 2020) fue un ciclista español. Compitió en la prueba de ciclismo individual en los Juegos Olímpicos de México (1968).

## Biografía
Comenzó su carrera profesional en 1969, siendo profesional ese año y el siguiente en los equipos GD Pepsi e Ignis.
Ganó los Campeonatos de España de persecución y de madison, en la modalidad de pista junto con José Gómez Lucas.
Fue el único ciclista español que participó en los XIX Juegos Olímpicos (México, 1968), quedando decimotercero en la prueba de persecución.
Batió el récord de España de los cinco kilómetros en 1965.
Falleció a causa del COVID-19, siendo una de las víctimas mortales de la pandemia de coronavirus en España.